# Узбекистан на Светском првенству у атлетици на отвореном 2015.
Узбекистан је учествовао на Светском првенству у атлетици на отвореном 2015. одржаном у Пекингу од 22. до 30. августа. У дванаестом самосталном учешћу на светским првенствима у дворани, репрезентацију Узбекистана представљало је 4 атлетичара (1 мушкарац и 3 жене) који су се такмичили у 4 дисциплине (1 мушка и 3 женске).,
На овом првенству Узбекистан није освојио ниједну медаљу. Оборен је један лични рекорд и остварена су шест најбоља лична резултата сезоне.

## Учесници
| Мушкарци: - Сухроб Хоџајев — Бацање кладива | Жене: - Ситара Хамидова — Маратон - Светлана Радзивил - Скок увис - Јекатерина Воронина — Седмобој |  |

## Резултати

### Мушкарци
| Атлетичар      | Дисциплина     | Лични рекорд | Квалификације | Квалификације | Финале               | Финале  | Детаљи |
| Атлетичар      | Дисциплина     | Лични рекорд | Резултат      | Место         | Резултат             | Место   | Детаљи |
| -------------- | -------------- | ------------ | ------------- | ------------- | -------------------- | ------- | ------ |
| Сухроб Хоџајев | Бацање кладива | 78,22        | 71,24         | 14. у гр. А   | Није се квалификовао | 26 / 30 |        |

### Жене
| Атлетичарка       | Дисциплина | Лични рекорд | Квалификације | Квалификације | Финале             | Финале             | Детаљи |
| Атлетичарка       | Дисциплина | Лични рекорд | Резултат      | Место         | Резултат           | Место              | Детаљи |
| ----------------- | ---------- | ------------ | ------------- | ------------- | ------------------ | ------------------ | ------ |
| Ситара Хамидова   | Маратон    | 2:41:49      |               |               | Није завршила трку | Није завршила трку |        |
| Светлана Радзивил | Скок увис  | 1,98 НР      | 1,92 кв       | 8. у гр. А    | 1,88               | 9 / 28 (30)        |        |

#### Седмобој
| Дисциплина    | Јекатерина Воронина | Јекатерина Воронина | Јекатерина Воронина | Јекатерина Воронина | Јекатерина Воронина | Јекатерина Воронина |
| Дисциплина    | Лич. рек.           | Резултат            | Бод.                | Плас.               | Укупно              | Плас.               |
| ------------- | ------------------- | ------------------- | ------------------- | ------------------- | ------------------- | ------------------- |
| 100 м препоне | 15,15               | 15,09 ЛР            | 830                 | 32.                 |                     |                     |
| Скок увис     | 1,83                | 1,80 ЛРС            | 978                 | 19.                 | 1.808               | 27.                 |
| Бацање кугле  | 13,55               | 13,52 ЛРС           | 762                 | 20.                 | 2.570               | 26.                 |
| 200 м         | 25,51               | 25,77               | 817                 | 31.                 | 3.387               | 30.                 |
| Скок удаљ     | 6,15                | 5,81                | 792                 | 26.                 | 4.179               | 25.                 |
| Бацање копља  | 50,63               | 44,44 ЛРС           | 753                 | 14.                 | 4.932               | 25.                 |
| 800 м         | 2:21,21             | 2:24,04 ЛРС         | 769                 | 25.                 |                     |                     |
| Седмобој      | 5.912               |                     |                     |                     | 5.701 ЛРС           | 24 / 28 (36)        |